# 辛尼河畔弗兰卡维拉
辛尼河畔弗兰卡维拉（義大利語：Francavilla in Sinni）是意大利波坦察省的一个市镇。总面积48平方公里，人口4306人，人口密度89.7人/平方公里（2009年）。ISTAT代码为076034。